# Kurasu de Ni-ban Me ni Kawaii Onna no Ko to Tomodachi ni Natta
Kurasu de Ni-ban Me ni Kawaii Onna no Ko to Tomodachi ni Natta (クラスで2番目に可愛い女の子と友だちになった? lett. "Ho fatto amicizia con una bella ragazza della mia classe") è una light novel scritta da Takata e illustrata, nel 1° volume, da Tom Osabe, mentre dal 2° Volume in poi da Azuri Hyūga. Serializzata inizialmente su Kakuyomu, sito web di pubblicazione di romanzi creati dagli utenti fornito dalla Kadokawa, venne poi pubblicata dalla casa editrice Kadokawa Shoten sotto l'etichetta di Kadokawa Sneaker Bunko. 
Da luglio 2022, un adattamento manga viene pubblicato online nel sito Comic Alive+ della casa editrice Media Factory. 
È stato annunciato un adattamento anime, sarà prodotto dallo studio Connect e la sua anteprima è prevista per il 2026.

## Produzione
Nel febbraio del 2016, Takata si è iscritto a Kakuyomu della Kadokawa Corporation, sito web per la pubblicazione di romanzi creati dagli utenti. Ha scritto diverse light novel, tra cui Toshiue Elite Onna Kishi ga Boku no Mae de dake Kawaii (年上エリート女騎士が僕の前でだけ可愛い?) , opera vincitrice del primo premio al 4° Kakuyomu Web Novel Contest per la miglior commedia romantica. È stata successivamente acquisita da Kadokawa Shoten che ha iniziato a pubblicarla con il marchio Kadokawa Sneaker Bunko tra il 2019 e il 2020.
Kurasu de Ni-ban Me ni Kawaii Onna no Ko to Tomodachi ni Natta ha invece vinto il premio speciale del 6° Kakuyomu Web Novel Contest per la miglior commedia romantica, ma questa volta la storia è ambientata nel Giappone moderno, invece che in un mondo fantasy. 

## Media

### Light novel
Scritta da Takata, l'opera ha iniziato la serializzazione su Kakuyomu, sito web di pubblicazione di light novel create dagli utenti e fornito dalla Kadokawa Corporation. Successivamente, il 24 dicembre 2021, ha iniziato a essere pubblicata, con illustrazioni di Tom Osabe e Azuri Hyūga, sotto l'etichetta di Kadokawa Sneaker Bunko.
A partire da ottobre 2024 sono stati pubblicati sette volumi. 
| Nº  | Data di prima pubblicazione | Data di prima pubblicazione | Data di prima pubblicazione |
| Nº  | Giapponese                  | Giapponese                  |                             |
| --- | --------------------------- | --------------------------- | --------------------------- |
| 1   | 24 Dicembre 2021            | ISBN 978-4-04-112034-7      |                             |
| 2   | 29 Luglio 2022              | ISBN 978-4-04-112035-4      |                             |
| 3   | 28 Dicembre 2022            | ISBN 978-4-04-113287-6      |                             |
| 4   | 1 Giugno 2023               | ISBN 978-4-04-113731-4      |                             |
| 5   | 1 Novembre 2023             | ISBN 978-4-04-113732-1      |                             |
| 6   | 1 Maggio 2024               | ISBN 978-4-04-114918-8      |                             |
| 7   | 1 Ottobre 2024              | ISBN 978-4-04-115434-2      |                             |
| 7.5 | 1 Maggio 2025               | ISBN 978-4-04-116154-8      |                             |

### Manga
Il 27 luglio 2022, un adattamento manga, illustrato da Rin Ono, ha iniziato la serializzazione sul sito Comic Alive+ di Media Factory.
| Nº | Data di prima pubblicazione | Data di prima pubblicazione | Data di prima pubblicazione |
| Nº | Giapponese                  | Giapponese                  |                             |
| -- | --------------------------- | --------------------------- | --------------------------- |
| 1  | 1 Marzo 2023                | ISBN 978-4-04-112034-7      |                             |
| 2  | 26 Maggio 2023              | ISBN 978-4-04-811220-8      |                             |
| 3  | 27 Ottobre 2023             | ISBN 978-4-04-811245-1      |                             |
| 4  | 28 Maggio 2024              | ISBN 978-4-04-811289-5      |                             |
| 5  | 28 Novembre 2024            | ISBN 978-4-04-811378-6      |                             |

### Anime
È stato annunciato un adattamento televisivo anime. Sarà prodotto dallo studio Connect e la sua anteprima è prevista per il 2026.

## Accoglienza
Nell'edizione del 2024 della guida annuale alle light novel di Takarajimasha, Kono Light Novel ga Sugoi! , la serie di romanzi si è classificata al 21° posto nella categoria bunkobon . La serie di romanzi si è classificata al settimo posto nel Next Light Novel Award 2022, e ha vinto il Next Light Novel Award 2023 nella categoria bunkobon ospitata da Kimirano.
La serie ha oltre 900.000 copie in circolazione. 